# Indian Trail
Indian Trail es un pueblo ubicado en el condado de Union en el estado estadounidense de Carolina del Norte. La localidad en el año 2000, tenía una población de 11.905 habitantes en una superficie de 39,4 km², con una densidad poblacional de 303,1 personas por km².

## Geografía
Indian Trail se encuentra ubicado en las coordenadas 35°4′12″N 80°39′16″O / 35.07000, -80.65444. Según la Oficina del Censo, la localidad tiene un área total de 39,4 km² (15,2 mi²), de la cual 39,3 km² (15,2 mi²) (99,74%) es tierra y 0,1 km² (0 mi²) (0.26%) es agua.

### Localidades adyacentes
El siguiente diagrama muestra a las localidades en un radio de 8 kilómetros (5 mi) de Indian Trail.

## Demografía
En el 2000 la renta per cápita promedia del hogar era de $61.896, y el ingreso promedio para una familia era de $65.689. El ingreso per cápita para la localidad era de $30.757. En 2000 los hombres tenían un ingreso per cápita de $47.327 contra $38.062 para las mujeres. Alrededor del 4.80% de la población estaba bajo el umbral de pobreza nacional.